# Adaptador de corriente alterna
Un adaptador de corriente alterna, adaptador AC/DC o convertidor AC/DC es un tipo de alimentación externa, a menudo encerrada en lo que aparenta ser una clavija de corriente de gran tamaño. Otras denominaciones que se emplean son la de paquete de enchufe, adaptador de enchufe, bloque adaptador, adaptador de red eléctrica doméstica, adaptador de línea en línea o adaptador de corriente. Entre los términos informales se encuentran verrugas de pared, cubo de pared y bloque de electricidad.
Los adaptadores de corriente alterna (CA) se utilizan normalmente con los dispositivos eléctricos que no contienen su propia fuente de alimentación interna. Los circuitos internos de una fuente de alimentación externa son muy similares en diseño al que se utiliza para la alimentación imbuido (built-in) o interna, pero existen varias ventajas de separar la fuente de alimentación del cuerpo principal del dispositivo electrónico.

## Reutilización

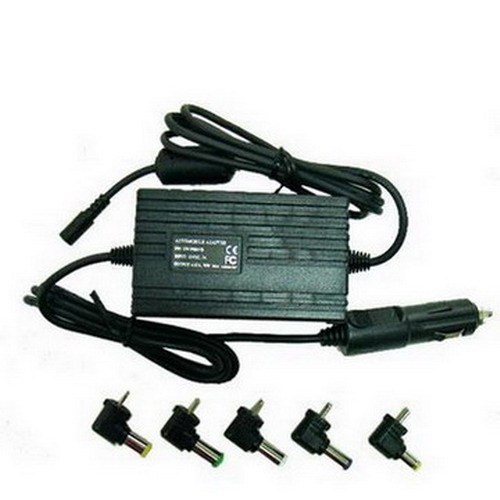
Adaptador de corriente continua "universal", con un enchufe de encender de coche para obtener electricidad de un automóvil.

Los adaptadores de AC se suelen reutilizar en otros aparatos, pero hay cinco parámetros que todos deben adaptarse a la máquina:
- Voltaje
- Capacidad de corriente
- Polaridad (o CA)
- Regulación del voltaje (o estabilización)
- Tipo de conector

Existen adaptadores "universales" en los que el usuario puede ajustar estos parámetros.

## Adaptadores de corriente universales
Es inherente a los adaptadores externos de corriente el que se pueden obtener separados del producto al que están destinados a alimentar. En consecuencia, existe un Mercado de adaptadores de reemplazo. Además, se deben sustituir las fuentes de alimentación que se han averiado. No solo debe coincidir el adaptador sustituto en el voltaje, corriente y polaridad, sino también debe coincidir en el tipo de conector. Muchos productos eléctricos están mal etiquetados en lo referente a la información sobre el suministro de energía que requieren, por lo que es prudente registrar con antelación las especificaciones de la fuente de alimentación original, para así facilitar el reemplazo si el original se pierde posteriormente. El etiquetado cuidadoso de los adaptadores de corriente también puede reducir la probabilidad de una confusión desastrosa que podría causar daños al equipo.
Algunas fuentes de alimentación de reemplazo llamadas "universales" permiten que se cambie el voltaje y la polaridad, lo que puede aliviar el problema de la concordancia. Además, el conector de alimentación debe coincidir.
Los conectores X de cuatro direcciones o los conectores de estrella de seis vías, también conocidos como conectores araña, con múltiples tipos y tamaños de enchufe, son comunes en las fuentes de alimentación genéricas. Otras fuentes de alimentación de reemplazo están preparadas para cambiar el conector de alimentación, con de cuatro hasta nueve alternativas diferentes disponibles si se compran en un conjunto.
Una fuente de alimentación adecuada para un uso determinado debe tener las dimensiones del enchufe adecuadas, el voltaje y la polaridad de DC (o AC) coincidente y la capacidad de suministrar por lo menos la corriente requerida. El voltaje de entrada debe coincidir con el enchufe de pared (115 / 230 V CA a 60/50 Hz) o de otra fuente de energía, como la energía de la batería de automoción (12V).
Pero la etiqueta de una fuente de alimentación no puede ser una guía fiable de la tensión real que se suministra en condiciones variables. La mayoría de las fuentes de alimentación de bajo costo son "no reguladas", ya que su voltaje puede cambiar considerablemente con la carga. Si están con poca carga, puede producir mucho más tensión que la indicada en el nominal de la "etiqueta", lo que podría dañar la carga. Si se cargan mucho, la tensión de salida puede caer considerablemente, en algunos casos muy por debajo de la tensión nominal de la etiqueta, aunque estemos dentro de la corriente nominal, haciendo que el equipo al que se alimenta tenga un funcionamiento defectuoso o que quede dañado. Las fuentes de alimentación externas baratas de diseño tradicional con transformadores infradimensionados tienden a tener una mala regulación, tanto si son unidades originales o como de reemplazo.
En general, las más modernas y de mayor calidad fuentes conmutadas (también conocidas como switched-mode power supplies o SMPS) son más pequeñas, más eficientes y ofrecen una tensión mucho más constante, incluso cuando el voltaje de entrada y la corriente de carga puedan variar. Se ha reducido considerablemente el precio de las fuentes conmutadas configurables y son especialmente convenientes para el uso en el transporte debido a su reducido peso y tamaño.